# Société d'accélération du transfert de technologies
En France, une société d'accélération du transfert de technologies (SATT) est une société par actions simplifiée (SAS) spécialisée dans la valorisation des connaissances en matière de recherche et d'innovation et créée par diverses structures liées à la recherche (Universités, CNRS , INSERM…) dans le cadre des Investissements d'avenir via l'Agence nationale de la recherche (ANR) par appel à projets en 2010. Une SATT a pour objectif de faire le lien entre le monde de la recherche publique et le secteur privé au niveau local, notamment en valorisant les résultats issus de programmes de recherche (dépôt de brevets, licences, création de start-up...) et en répondant aux besoins des industriels. L'État est présent au capital des SATT par le truchement de la Caisse des dépôts qui possède une minorité de blocage de 33% (sauf exceptions). Les autres actionnaires sont les acteurs académiques de l'écosystème local (Universités ou structures de regroupement de ces universités et écoles d'ingénieurs, EPST, EPIC...). Aucun actionnaire privé n'est présent au capital d'une SATT à la différence des IRT. Le financement des SATT provient du Fonds National de Valorisation (FNV) créé lors du premier programme Investissement d'avenir (PIA 1). Il intervient essentiellement grâce au compte courant d'associés de la Caisse des dépôts.
Leur mission a été définie selon deux activités : « une activité principale consacrée au financement des phases de maturation des inventions et de preuve de concept, une deuxième activité consacrée à la prestation de services de valorisation auprès des acteurs locaux de la recherche et développement (R&D) qui créent la valeur ajoutée scientifique et technologique. ».

## Liste des SATT créées et répartition régionale
Il existe en septembre 2014 quatorze sociétés d'accélération du transfert de technologies sur l'ensemble du territoire français. La seule région non couverte à cette date est la Normandie.
| Nom                                | Région                                                      | Siège social     | Partenaires publics associés |
| ---------------------------------- | ----------------------------------------------------------- | ---------------- | --- |
| Conectus Alsace                    | Alsace                                                      | Illkirch         | École nationale du génie de l'eau et de l'environnement de Strasbourg, INSA Strasbourg, Université Haute-Alsace, Université de Strasbourg, INSERM, CNRS |
| Aquitaine Science Transfert        | Aquitaine                                                   | Bordeaux         | PRES Université de Bordeaux, université de Pau et des Pays de l'Adour, CNRS, INSERM |
| SATT Grand Centre                  | Auvergne, Centre-Val de Loire, Limousin et Poitou-Charentes | Clermont-Ferrand | Centre Val de Loire Université, Clermont Université, PRES Limousin Poitou-Charentes, CNRS, Institut national de recherche en sciences et technologies pour l'environnement et l'agriculture, Caisse des dépôts et consignations |
| SAYENS (ex SATT Grand Est)         | Bourgogne, Champagne-Ardenne, Franche-Comté et Lorraine     | Dijon            | AgroSup Dijon, CNRS, Caisse des dépôts et consignations, ENSMM, INSERM, université de Bourgogne, université de Franche-Comté, université de Lorraine, UTBM, université de technologie de Troyes |
| SATT Ouest Valorisation            | Bretagne et Pays de la Loire                                | Rennes           | Pacte de 11 actionnaires (Université d'Angers, Nantes Université, Université de Bretagne Sud, Université de Bretagne Occidentale, Université de Rennes1, Université Rennes 2, Ecole Navale, ENIB, ENS Rennes, ENSCR, INSA Rennes) Bpifrance, CNRS, IRD |
| SATT Sud Est                       | Corse et PACA                                               | Marseille        | Aix-Marseille Université, Centrale Marseille, INSERM, université d'Avignon, université de Corse Pascal-Paoli, université de Nice Sophia Antipolis, université de Toulon, CNRS, Assistance publique - Hôpitaux de Marseille, centre hospitalier universitaire de Nice, Caisse des dépôts, Ministère de l'enseignement supérieur, DIRECCTE PACA, Bpifrance, région PACA |
| IDF INNOV                          | Île-de-France                                               | Paris            | INSERM, université Paris-Est, université de Cergy-Pontoise, Sorbonne Paris Cité |
| SATT LUTECH                        | Île-de-France et Picardie                                   | Paris            | Sorbonne Universités |
| SATT Paris Saclay                  | Île-de-France                                               | Orsay            | AgroParisTech, CEA, CNRS, CentraleSupelec, ENS Paris-Saclay, École polytechnique, ENSAE ParisTech, ENSTA, HEC, IHES, INRA, INRIA, Institut Mines-Télécom, Institut d'optique Graduate School, ONERA, Université Paris-Sud, Université de Versailles-Saint-Quentin-en-Yvelines, INSERM, Université d'Evry-Val-d'Essonne                                                |
| AxLR                               | Languedoc-Roussillon                                        | Montpellier      | CNRS, École nationale supérieure de chimie de Montpellier, INSERM, Institut national de recherche en sciences et technologies pour l'environnement et l'agriculture, Montpellier SupAgro, Languedoc-Roussillon Universités |
| Toulouse Tech Transfer             | Midi-Pyrénées                                               | Toulouse         | CNRS, université de Toulouse |
| SATT Nord                          | Champagne-Ardenne, Nord-Pas-de-Calais, Picardie             | Lille            | Université Lille Nord de France, université de Picardie, université de Reims |
| Pulsalys (SATT Lyon Saint-Étienne) | Rhône-Alpes                                                 | Lyon             | Université de Lyon, CNRS, Caisse des dépôts et consignations |
| Linksium, SATT de Grenoble Alpes   | Rhône-Alpes                                                 | Grenoble         | ACTIONNAIRES : Université Grenoble-Alpes, CNRS, CEA Grenoble, INRIA Rhône-Alpes, Institut polytechnique de Grenoble, Université Savoie-Mont-Blanc, et l’État via la Caisse des Dépôts. Partenaires cofondateurs : CHU Grenoble, European Synchrotron Radiation Facility, Grenoble École de management, Institut Laue-Langevin et IRSTEA Grenoble.                     |